# 타반보그드산

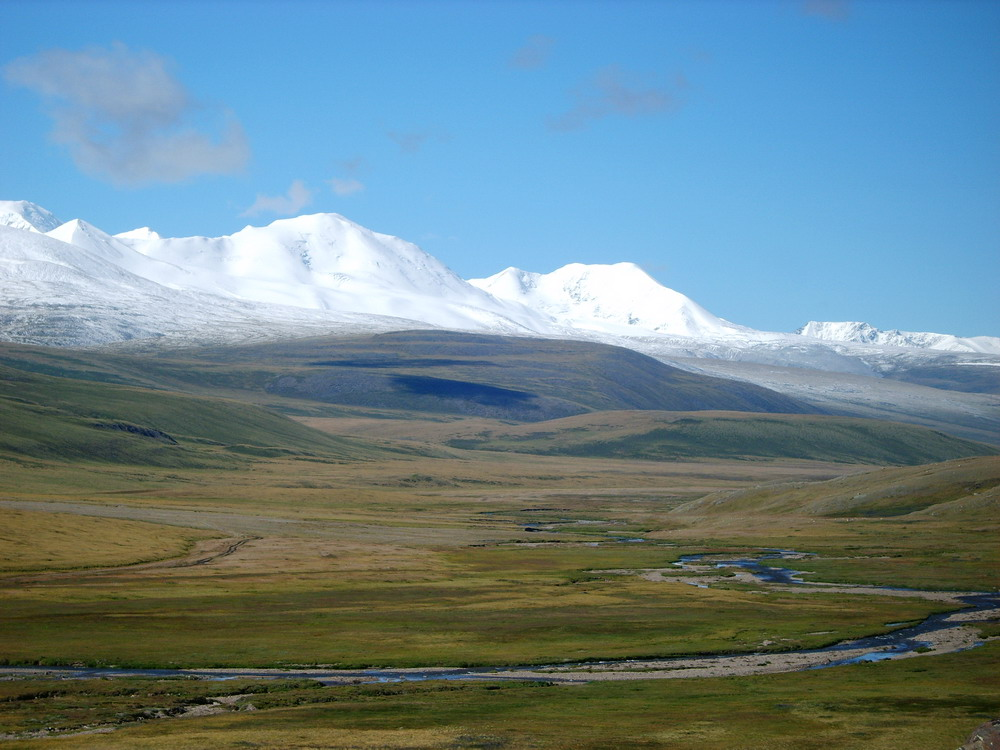
타반보그드 산

타반보그드산(몽골어: Таван богд / Taban bogd Uul, 영어: Tavan Bogd)은 몽골 최서단인 바잉울기 주(영어: Bayan-Ölgii Province, 몽골어: Баян-Өлгий аймаг)에 있는 몽골의 산으로, 4,374m의 높이로 몽골에서 가장 높은 산이다. 서부는 중국 신장 위구르 자치구 이리 카자흐 자치주의 아러타이 지구에 속하는 부얼진 현과 접하고 북부는 러시아의 알타이 공화국과 접한다. 알타이산맥에 속한다.
알타이 타반 보그드 국립공원(영어: Altai Tavan Bogd National Park/ 몽골어: Алтай Таван богд байгалийн цогцолбор газар)과 중국 국경쪽의 카나스 호(중국어: 喀纳斯湖, 병음: Kānàsī Hú)가 유명하다.
5개의 봉우리가 있는데 그 중에서 몽골과 중국 신장 위구르 자치구의 국경 지대에 위치한 후이텐봉(영어: Khüiten Peak, 한자: 우의봉(友誼峰), 중국어: 友谊峰, 병음: Youyi Feng 몽골어: Хүйтэн оргил)이 4,374m로 타반보그드의 최고봉으로 가장 높고 정상은 만년설로 뒤덮여 있다. 중국에서는 휘등산(輝騰山) 또는 원의위냉산(原意為冷山)이라고도 부른다.
나이람달봉(영어: Nairamdal Peak 또는 Friendship Peak 몽골어: Найрамдал оргил)은 중국, 러시아에 걸쳐 있고 최고봉은 4180m이다. 나머지 봉오리로 Malchin Peak 4095m, Bürged 4068m, Olgii 4050m 등이이다.